# Helios Arena
La Helios Arena est une patinoire située à Villingen-Schwenningen en Allemagne. 

## Description
Elle ouvre en 1976.
La patinoire accueille notamment l'équipe de hockey sur glace des Schwenninger Wild Wings de la DEL. La patinoire a une capacité de 6 215 spectateurs.